# 里伊塔月谷

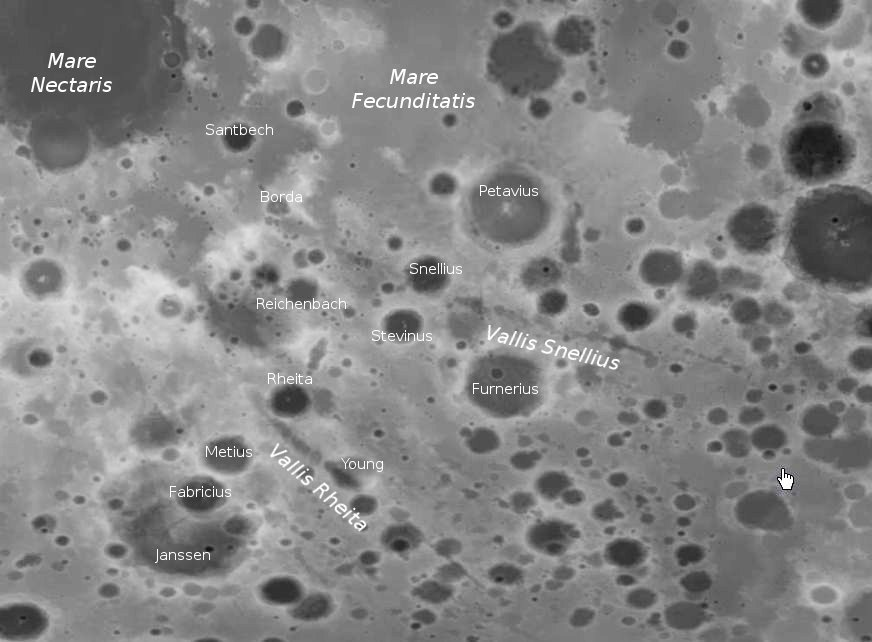
里伊塔月谷和斯内利厄斯月谷，(月球勘测轨道飞行器测绘详图)

里伊塔月谷(Vallis Rheita)是月球正面一条直线型山谷，位于崎岖的东南高地区，正对着酒海。该月谷似乎与东北的斯内利厄斯月谷有着共同的起源，两者都发源于酒海。
该月谷呈西北-东南走向，中心月面座标为南纬42.5°、东经51.5°(42°30′S 51°30′E / 42.5°S 51.5°E)，全长约445公里，最宽处30公里，但东南端缩小为10公里。它是月球正面第二长峡谷，只有斯内利厄斯月谷超过了它。
里伊塔月谷已被一系列的撞击事件所侵蚀，沿山谷分布着数座醒目的陨石坑，靠西北端是里伊塔环形山，月谷名称就得源于它；往东南一点则是扬环形山，几乎横亘整个山谷，接下来是年轻的卫星坑"扬 D"，它也坐落在月谷上，但变形不大。
东南更远处是马利特环形山和赖马鲁斯陨石坑，其中后者所在位置的范围界限尚不太清楚，接近马利特环形山的卫星坑-"马利特 D"也覆盖了月谷的一部分，月谷的终点位于卫星坑"赖马鲁斯 A"附近。
1961年国际天文学联合会正式确定了它的命名。